# Muzeum Armii Krajowej im. gen. Emila Fieldorfa „Nila” w Krakowie

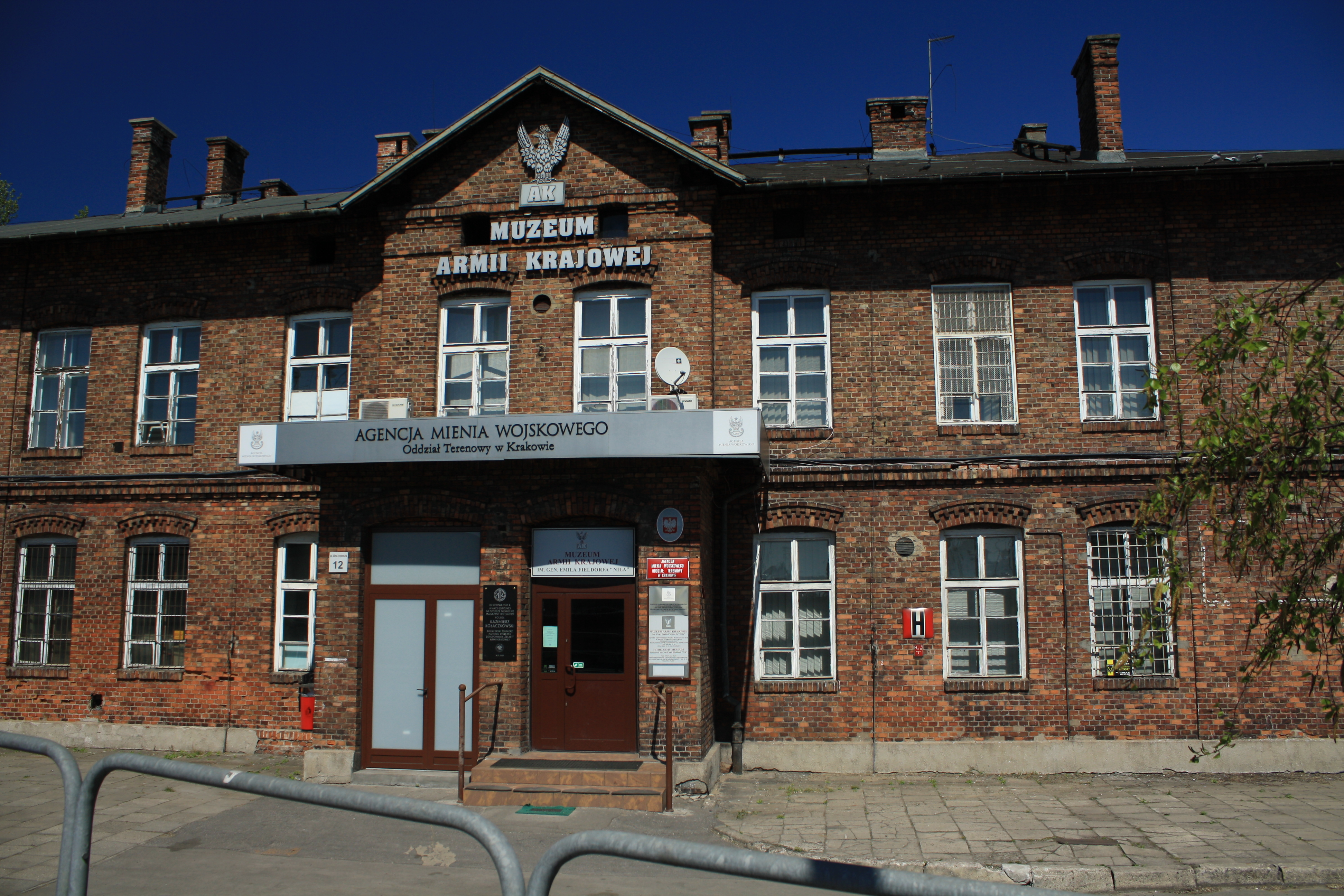
Budynek muzeum przed remontem

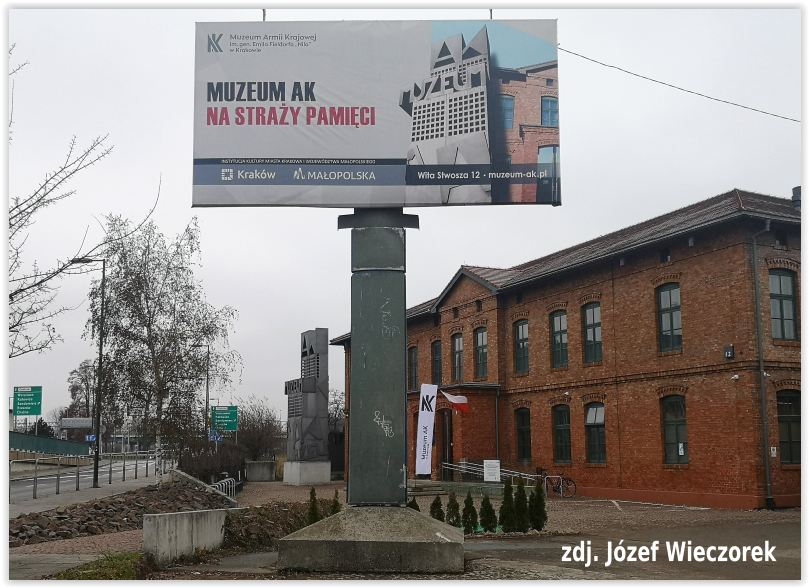
Muzeum AK z banerem reklamowym (2022)

Muzeum Armii Krajowej im. gen. Emila Fieldorfa „Nila” – muzeum z siedzibą w Krakowie, upowszechniające wiedzę o Polskim Państwie Podziemnym i jego siłach zbrojnych, przede wszystkim o Armii Krajowej.
Muzeum powstało na mocy uchwał Rady Miasta Krakowa (o nadaniu Statutu Muzeum) oraz Sejmiku Województwa Małopolskiego i zostało wpisane do Rejestru Instytucji Kultury prowadzonego przez miasto Kraków 29 czerwca 2000 r. Na mocy kolejnej uchwały Rady Miasta Krakowa nadane mu imię pochodzącego z Krakowa Augusta Emila Fieldorfa „Nila” – dowódcy Kedywu AK oraz zastępcy Komendanta Głównego Armii Krajowej.
Formalne powołanie Muzeum poprzedziły dziesięcioletnie działania polegające na gromadzeniu pamiątek historycznych przez kombatantów ze Światowego Związku Żołnierzy Armii Krajowej pod auspicjami Fundacji Muzeum Historii Armii Krajowej. Pierwotnie zbiory te eksponowano na wystawie „Nasza droga do Niepodległości” w byłym Muzeum Lenina przy ul. Topolowej w Krakowie. W 1992 r. ekspozycję przeniesiono do aktualnie używanego budynku. Wzniesiono go w 1911 r. dla stanowiska dowodzenia austriackiej Twierdzy Kraków.
Ideą Muzeum Armii Krajowej jest przedstawienie całościowego obrazu polskiego podziemia wraz z jego duchową genezą obejmującą Polskę sprzed 1945 r. (m.in. organizacje paramilitarne końca XIX w., Legiony Polskie w I wojnie światowej, etos Wojska Polskiego w II Rzeczypospolitej, wojskowość) oraz kształtem jego dziedzictwa patriotycznego we współczesnej Polsce (w tym losy członków Polskiego Państwa Podziemnego po II wojnie światowej, działalność organizacji kombatanckich i niepodległościowych, także w ruchach końca lat 70. i początku lat 80. XX w.).

## Historia Muzeum
Na przełomie lat 80. i 90. w Krakowie członkowie Związku Żołnierzy Armii Krajowej rozpoczęli działania mające na celu utworzenie Muzeum Historii Armii Krajowej. Zaapelowali do swoich kolegów z Podziemia o gromadzenie dokumentów i pamiątek z lat wojny, które dałyby początek ekspozycji i muzeum. Kombatanci otrzymali możliwość zorganizowania wystawy w budynku Muzeum Lenina przy ul. Topolowej 5 (dawny Pałac Mańkowskich). Już w kwietniu 1990 r. otwarto tutaj ekspozycję „Nasza droga do Niepodległości”.
W 1991 r. organizatorzy wystawy podjęli decyzję o przekształceniu jej w pierwsze w kraju Muzeum Historii AK. 6 listopada 1991 r. utworzyli Fundację Muzeum Historii Armii Krajowej, której celem – zgodnie ze statutem – było „prowadzenie wielokierunkowych działań i wszelkich prac zmierzających do uwidocznienia i zachowania historii Armii Krajowej”. W skład pierwszego zarządu Fundacji weszli: Kazimierz Kemmer, Marian Barbach, Ryszard Ciepiela, Leon Wysocki, Tadeusz Musiał, Antoni Śliwa oraz Mieczysław Figa. Dzięki życzliwości dowódcy krakowskiego garnizonu gen. Zenona Bryka zbiory przewieziono i wyeksponowano w budynku nr 4 na terenie Jednostki Wojskowej 1820 przy ul. Bosackiej 13 (obecnie Wita Stwosza 12).
Uroczyste otwarcie Muzeum Historii AK w nowej siedzibie nastąpiło już 16 maja 1992 r. W 1997 r. Rada Miasta Krakowa wyraziła wolę utworzenia w Krakowie – jako instytucji samorządowej – Muzeum Armii Krajowej. W latach 1998–1999 przeprowadzono prace remontowe, które umożliwiły częściową adaptację budynku dla potrzeb muzealnych. Ostatecznie w 2000 r. powołano Muzeum Armii Krajowej jako wspólne przedsięwzięcie Gminy Kraków i Województwa Małopolskiego. Oficjalna inauguracja jego działalności nastąpiła 27 września 2000 r.
Trwająca od lipca 2009 r. modernizacja budynku zakończyła się jesienią 2011 r., co pozwoliło na rozpoczęcie użytkowania obiektu we wrześniu 2011 r. Projekt rewaloryzacji oraz całej adaptacji został wykonany przez pracownię AIR Jurkowscy Architekci. Cała inwestycja kosztowała blisko 30 mln zł. Fasadę poddano renowacji poprzez oczyszczenie cegieł, wymianę stolarek okiennych oraz przebudowanie wnętrza muzeum. Największą ingerencją było zadaszenie całego dziedzińca. Nowy budynek muzeum został nagrodzony w konkursie Brick Award, nominowany do Mies van der Rohe Award oraz wyróżniony w Konkursie SARP na najlepszy obiekt architektoniczny w Polsce 2011 roku. Ekspozycja stałą została otwarta 27 września 2012 r.

## Działalność muzeum
Działalność statutowa muzeum polega na gromadzeniu, opracowywaniu, restaurowaniu, magazynowaniu i udostępnianiu unikatowych zbiorów związanych z Armią Krajową. Instytucja prowadzi także szeroko pojętą działalność dydaktyczną i popularyzatorską. Organizowane są lekcje muzealne, spotkania z kombatantami i historykami, odczyty, prelekcje, pokazy filmów, promocje książek.
Dotychczas Muzeum zgromadziło ponad 8000 muzealiów, w tym znajdują się archiwalia, dokumenty, fotografie, militaria i zbiory falerystyki. Niemal cała kolekcja powstała w efekcie gromadzenia pamiątek kombatantów przekazywanych w formie darów. Nadal spływają dary od kombatantów i ich rodzin, jak choćby kolekcja pamiątek dotycząca środowiska Kadetów II RP od Zenona Malika, zbiór militariów, w tym „kolekcja bieżanowska” i „kolekcja kanadyjska” od dr. Stanisława Wcisło czy unikatowa kolekcja archiwaliów więźniów obozów jenieckich Stalag XI B. Wśród najważniejszych obiektów znalazły się m.in. mundur gen. Tadeusza Komorowskiego „Bora”, pamiątki po patronie Muzeum – gen. Emilu Fieldorfie „Nilu”, oryginalne weksylia (sztandary), pamiątki po o. Adamie Studzińskim, kolekcje orłów wojskowych, odznak i odznaczeń, uzbrojenie i umundurowanie, wydawnictwa konspiracyjne. Ukoronowaniem zbiorów jest kolaż Tadeusza Kantora „Wrzesień 1939”.

## Ekspozycja stała

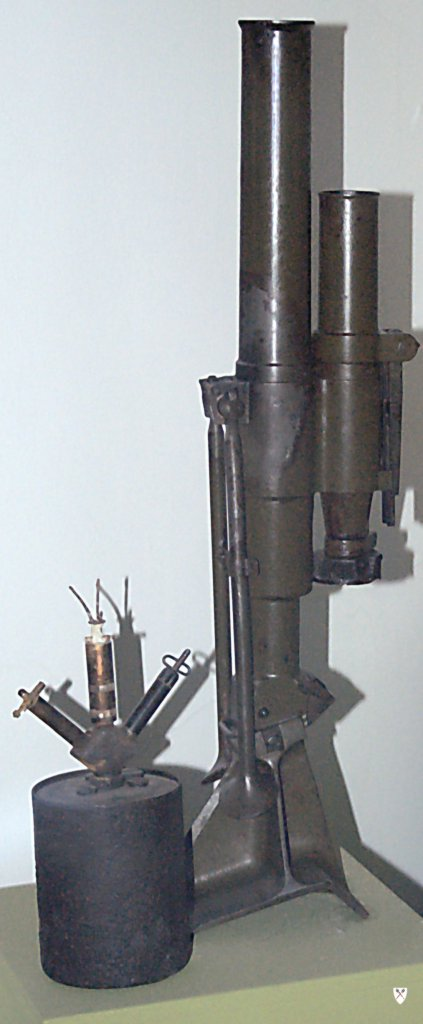
Granatnik wz. 1936 w Muzeum Armii Krajowej w Krakowie

Na ekspozycję złożyły się materiały m.in. ze zbiorów Fundacji Muzeum Historii Armii Krajowej, Klubu Powstańców Warszawskich i Obszaru Lwowskiego Armii Krajowej.
Ekspozycja została podzielona na tematyczne przestrzenie wystawiennicze. Na parterze przedstawiono historię II RP, przebieg kampanii wrześniowej i życie codzienne pod dwiema okupacjami. Jednym z eksponatów w tej części jest rekonstrukcja czołgu Vickers E wykonana z oryginalnych części z dwóch czołgów zniszczonych w 1939 r.
Zasadnicza część wystawy dotycząca Polskiego Państwa Podziemnego i Armii Krajowej została umieszczona w podziemiach. Wśród przestrzeni tematycznych można wyróżnić strukturę i obszary aktywności Armii Krajowej. Odrębnie potraktowano całość działań składających się na akcję „Burza” oraz losy żołnierzy AK po rozwiązaniu formacji. W tej części wystawy można zobaczyć setki zdjęć i pamiątek, elementy uzbrojenia (w tym samoróbki) i umundurowania oraz rekonstrukcje: kadłuba brytyjskiego bombowca Handley Page Halifax, który dokonywał zrzutów z pomocą aliancką na terenie Polski, a także rakiety V-2. Twórcy wystawy starali się też odtworzyć ubecki karcer. Całość została wzbogacona multimediami.

### II wojna światowa
Ukazując tragedię polskiego września 1939 wykorzystano na ekspozycji materiały dokumentalne, pamiątki historyczne, elementy wyposażenia wojskowego (mundury i broń) oraz materiały pomocnicze. Poszczególne fazy kampanii wrześniowej przedstawiono z pomocą schematów i fotogramów, dając obraz walk toczonych przez Wojsko Polskie z wojskami niemieckimi i sowieckimi. W sposób szczególnie ekspresyjny nastrój klęski II Rzeczypospolitej oddaje kolaż Tadeusza Kantora „Wrzesień 1939”. Warunki panujące na okupowanych ziemiach, regulowane drakońskimi rozporządzeniami, przybliżają różnego typu eksponaty, w tym archiwalia łącznie ze złowrogimi obwieszczeniami tzw. afiszami śmierci.

### Martyrologia
Dział ukazujący sowieckie zbrodnie wojenne na przykładzie masakry tysięcy oficerów Wojska Polskiego w Katyniu w 1940 r. i kontynuację tej ludobójczej polityki po tzw. „wyzwoleniu” w stosunku do żołnierzy Armii Krajowej przy współdziałaniu zainstalowanego w Polsce prosowieckiego reżimu komunistycznego, zakończony ekspozycją trumny ze szczątkami poekshumacyjnymi z Kąkolewnicy na Podlasiu – miejsca masowych egzekucji żołnierzy AK i niepodległościowego podziemia (1944–45).

## Dyrektorzy
- Adam Rąpalski – 16 czerwca 2000 – 1 lipca 2013;
- Tadeusz Żaba (p.o.) – 1 lipca 2013 – 1 sierpnia 2013;
- dr hab. Janusz Mierzwa – 1 sierpnia 2013 – 2 września 2015;
- Joanna Mrowiec (p.o.) – 2 września 2015 – 30 listopada 2016;
- dr Marek Lasota – 16 stycznia 2017 – 30 września 2023,
- dr Jarosław Szarek – od 1 października 2023 r.